# Do As Infinity 14th Anniversary 〜Dive At It Limited Live 2013〜
『Do As Infinity 14th Anniversary 〜Dive At It Limited Live 2013〜』（ドゥ・アズ・インフィニティ・フォーティーンス・アニバーサリー・ダイブ・アット・イット・リミテッド・ライブ・ツーサウザンドサーティーン）は、日本のロックバンド・Do As Infinityが2014年3月12日にavex traxから発売した4枚目のライブアルバム及び18枚目の映像作品である。

## 内容
アルバムとしては前作『The Best of Do As Infinity』から約2ヶ月ぶり、ライブアルバムとしては前作『Do As Infinity -Final-』から8年ぶりの作品。
映像作品としては前作『Do As Infinity 13th Anniversary -Dive At It Limited Live 2012-』から1年1ヶ月ぶりのライブビデオ。
2013年9月29日に舞浜アンフィシアターで開催された、メジャーデビュー14周年記念ファンクラブ会員限定ライブ『Do As Infinity 14th Anniversary 〜Dive At It Limited Live 2013〜』の音源と模様が収録されている。また、Blu-ray規格とDVD規格には特典としてメンバーと亀田誠治とのスペシャルインタビューが収録されている。

## 収録曲・収録映像曲
本編
1. 深い森
2. 冒険者たち
3. 遠くまで
4. 翼の計画
5. Another
6. 楽園
7. トレジャプレジャ
8. Desire
9. アザヤカナハナ
10. Hand in Hand
11. Week!
12. We are.
13. ETERNAL FLAME
14. Need your love
15. Yesterday & Today
16. TIME MACHINE
17. Special
18. コペルニクス
19. 本日ハ晴天ナリ
20. あいのうた

アンコール
1. For the future

## 参加ミュージシャン
Do As Infinity
- 伴都美子：Vocal
- 大渡亮：Guitar & Chorus

Support Member
- 亀田誠治：Bass
- 松本淳：Drums
- 長井ちえ：Guitar & Chorus
- 山本健太：Keyboards